# Цианоциты
Цианоциты — один из видов клеток крови (гемоцитов) ракообразных. В цианоцитах осуществляется синтез гемоцианина — дыхательного белка ракообразных.

## Жизненный цикл
Ракообразные не имеют специализированных органов кроветворения. Кроветворная ткань у них расположена в стенках кровеносных сосудов. Основные центры кроветворения находятся в стенке желудочка сердца, головной артерии, однако кроветворную ткань можно найти и в других кровеносных сосудах.
Предками всех форменных элементов крови ракообразных являются гемобласты. Они дифференцируются на гемоциты, выполняющие функции фагоцитоза и цианобласты, из которых впоследствии формируются цианоциты. Около 90 % гемобластов формируют гемоциты (гиалиноциты (англ. hyalinocytes) и гранулоциты) и только около 10 % — цианобласты.
В процессе созревания цианобласты начинают синтез и накопление гемоцианина. Зрелые цианобласты — цианоциты начинают выделять гемоцианин в гемолимфу. Размер зрелых цианоцитов достигает 20—30 микрометров, что в несколько раз больше остальных клеток крови ракообразных и, в отличие от них, цианоциты не циркулируют в гемолимфе, а остаются в кроветворных органах и после дифференцировки.
Цианоциты, помимо функции синтеза гемоцианина, могут хранить резерв питательных веществ, используемый ракообразными во время голодания.